# جولي هيغينسون
جولي هيغينسون (بالإنجليزية: Julie Higginson)‏ هي ممثلة بريطانية، ولدت في القرن العشرين في ديربيشاير في المملكة المتحدة.

## وصلات خارجية
- جولي هيغينسون على موقع IMDb (الإنجليزية)
- جولي هيغينسون على موقع قاعدة بيانات الفيلم (الإنجليزية)